# Makuhari Techno Garden
Makuhari Techno Garden (jap. 幕張テクノガーデン) – kompleks budynków biurowych znajdujący się w mieście Chiba w Japonii. Składa się z dwóch 24-piętrowych wież - Makuhari Techno Garden Building D (jap. 幕張テクノガーデンＤ棟) i Makuhari Techno Garden Building B (jap. 幕張テクノガーデンＢ棟). Budowę ukończono w 1990 roku. Były to pierwsze budynki w Chiba, które przekroczyły wysokość 100 metrów. Tytuł najwyższych w mieście straciły już w następnym roku. Zaprojektowane zostały przez Shimizu Construction Company i Nippon Steel Corporation.